# 马聚垣遗址
马聚垣遗址，位于中国青海省民和县马场垣乡马聚垣村，为第三批青海省文物保护单位，公布日期为1959年3月16日，类型为古遗址。
马聚垣遗址的历史年代为马家窑类型。